# Club Atlético Chaco For Ever
O Club Atlético Chaco For Ever é um clube desportivo da cidade de Resistência, que é a capital da Província de Chaco, Argentina. Foi fundado em 27 de julho de 1913 (107 anos) como um desmembramento do Club Atlético Sarmiento, equipe a qual rivaliza o mais popular clássico da cidade e da província. O Chaco For Ever ganhou destaque no cenário nacional por conta de suas participações nas duas principais categorias do futebol argentino, durante as décadas de 1980 e 1990. 
O seu período de maior sucesso foi entre 1989 e 1991, quando ele passou duas temporadas na Primera Divisíon, depois de ser coroado campeão da Primera B Nacional (segunda divisão). Entre os anos de 1998 e 2010, a instituição só pôde jogar competições regionais devido ao seu processo de falência. Em 2013, o Chaco For Ever voltou a disputar competições nacionais quando foi promovido para jogar o Torneo Argentino A, que faz parte da Primera B Metropolitana (terceira divisão), competição que disputa nos dias atuais.

## História
Na data de 27 de julho de 1913, alguns funcionários se desligaram do Sarmiento de Resistência e tiveram a ideia de fundar uma nova instituição. O novo clube originalmente seria chamado de "San Fernando", mas conversando com seus amigos, um de seus fundadores sugeriu que o nome do clube deveria levar uma mensagem aos torcedores oriundos de todas as épocas. Foi aí que surgiu o nome Chaco For Ever, traduzindo, Chaco para sempre ou Chaco eternamente.
Seu primeiro campo de futebol se localizava na Plaza España de Resistencia. Em 1960, o seu estádio atual, Juan Alberto García, foi inaugurado na Avenida 9 de Julio. No entanto, o Chaco For Ever passou alguns anos sem jogar no estádio, devido à uma reforma que visava substituir as arquibancadas de madeira por novas arquibancadas de concreto.
Após anos sem muito sucesso, a sua consagração aconteceu em 27 de Maio de 1989, quando depois de algumas temporadas na Primera B Nacional, o Chaco For Ever se sagrou campeão do torneio ao derrotar na última rodada o Lanús, por 1x0. Antes do jogo acontecer, o Lanús liderava o campeonato por um ponto de diferença em relação ao Chaco For Ever, diferença essa que foi superada com a vitória do clube chaqueño na partida final do campeonato, o que torna a conquista ainda mais expressiva. O gol do título foi convertido por Felipe Di Marco, numa cobrança de pênalti aos 10 minutos do segundo tempo. 
O clube permaneceu na Primera División por duas temporadas, em 1989/1990 e 1990/1991. Logo na sua primeira temporada na elite, o For Ever quase foi rebaixado. O clube teve que disputar sua permanência na competição numa partida contra o Racing de Córdoba. Os chaqueños ganharam a partida por 5x0 e conseguiram se manter na elite. Na temporada seguinte, a liga da Primera División foi separada em dois torneios, conhecidos como Apertura e Clausura. O Chaco For Ever terminou em 16º lugar no Apertura e em 19º no Clausura, sendo assim rebaixado por ter uma média de 0,789 pontos na competição geral. 
Em 1994, caiu para o Torneo Argentino A, uma liga regional da Primera B Metropolitana (terceira divisão). Os chaqueños só retornaram para a   Primera B Nacional (segunda divisão) em 1996, quando foram campeões do Torneo Argentino A. No Ano de 1998, o clube caiu novamente, mas dessa vez foi diretamente para a Liga Chaqueña de Fútbol. No ano de 1995, o clube pediu à justiça o dinheiro dos seus próprios credores na competição, em uma tentativa de superar suas dificuldades econômicas. Porém, O Chaco For Ever não pôde pagar a taxa de acordo que foi negociada, e em abril de 1998, foi decretada a falência do clube, coincidindo com seu novo declínio. Os chaqueños passaram toda década seguinte jogando apenas torneios regionais.
Com a chegada do ano de 2010, o Chaco For Ever conseguiu se reestruturar financeiramente após anos no ostracismo. Em meados de 2013, os chaqueños finalmente voltaram para o Torneo Argentino A da Primera B Metropolitana (terceira divisão), depois de vencer uma emocionante disputa de pênaltis contra o Juventud Unida de Gualeguaychú. O destaque do For Ever na decisão foi o goleiro Panero, que defendeu 3 cobranças.

## Estádio
O estádio Juan Alberto García se localiza na Avenida 09 de Julio, 2222, na cidade de Resistencia. Possui capacidade para 20.000 pessoas. O nome foi escolhido para homenagear um proprietário de uma empresa de marcenaria, que foi o responsável pela construção do mesmo.

## Rivalidade
O Chaco For Ever tem como principal rival o Sarmiento de Resistência, ambos protagonizam o Grande Clássico Chaco. A rivalidade entre esses dois clubes perdura desde a dissidência dos funcionários do Sarmiento em 27 de julho de 1913 até os dias atuais.

## Torcida
Os torcedores do For Ever recebem orgulhosamente a alcunha de Los Eternos, que não só faz referência ao nome do clube, como também carrega uma simbologia de que, não importa o quão ruim seja o momento, a sua torcida sempre se faz presente. O Chaco For Ever possui uma imensa amizade com o Colón de Santa Fé, tanto entre as instituições quanto entre suas torcidas.

## Títulos
| Nacionais | Nacionais          | Nacionais | Nacionais |
|           | Competição         | Títulos   | Temporadas |
| --------- | ------------------ | --------- | --- |
|           | Primera B Nacional | 1         | 1988-89 |
|           | Torneo Argentino A | 1         | 1995-96 |
|           | Torneo Argentino B | 1         | 2012-13 |
| Regionais |                    |           | |
|           | Competição         | Títulos   | Temporadas |
|           | Torneo Regional    | 6         | 1967, 1973, 1974, 1979, 1980, 1983 |
|           | Liga Chaqueña      | 34        | 1926, 1927, 1928, 1929, 1930, 1931, 1932, 1935, 1948, 1949, 1950, 1951, 1962, 1966, 1968, 1971, 1976, 1978, 1979, 1981, 1983, 1984, 1985, Apertura 2000, Oficial 2000, Apertura 2001, Oficial 2001, Apertura 2002, Oficial 2002, Apertura 2003,Oficial 2003, Apertura 2004, Clausura 2004, Oficial 2004. |